# Jean-Léon Reutter
Jean-Léon Reutter (* 1899 in Neuenburg; † 1971) war ein Schweizer Ingenieur und Erfinder.
1928 entwickelte er die Atmos-Tischuhr. Diese Uhr bezieht die mechanische Energie zum Aufzug der Zugfeder aus den kleinsten Schwankungen des Luftdruckes und der Temperatur. Eine Temperaturänderung von 1 K (nach anderen Angaben 2 K) reicht für eine Betriebsdauer von etwa 48 Stunden aus. Die „Atmos“ wird bis heute vom Schweizer Uhren-Unternehmen Jaeger-LeCoultre hergestellt und ist das offizielle Staatsgeschenk der Schweiz.